# Brycen Hopkins
Brycen Hopkins (Nashville, Tennessee, 27 de marzo de 1997) es un jugador profesional estadounidense de fútbol americano que se desempeña en la posición de tight end en Los Angeles Rams, equipo de la National Football League (NFL).

## Carrera
Fue seleccionado en la cuarta ronda en la Reunión Anual de Selección de Jugadores de la NFL de 2020. Hizo su debut profesional con el equipo Los Angeles Rams, donde lleva jugando cuatro temporadas.